# Синагога «Місце для роздумів»
Синагога «Місце для роздумів» розташована на території національного історико-меморіального заповідника «Бабин Яр». Відкрита в 2021 році, архітектор Мануель Герц.
Синагога має меморіальне значення. Регулярні богослужіння відсутні, проте відбуваються молитви за розкладом та під час урочистих подій.
Створена у формі книжки, що розгортається. Відкриття синагоги відбувається щоп’ятниці о 17:00, закриття — щочетверга о 17:00.

## Історія
Ініціатива зведення синагоги належала центру Голокосту «Бабин Яр». У жовтні 2020 року архітектор з Швейцарії Мануель Герц розробив проєкт. Роботи виконували українські інженери  та художні команди.
Відкриття відбулося 14 травня 2021 року, у день пам’яті українців, що рятували євреїв під час Другої світової війни. На відкритті були присутні головний рабин України Моше Асман,  глава Української греко-католицької церкви Святослав (Шевчук), прем’єр-міністр України Денис Шмигаль, мер Києва Віталій Кличко, голова офісу Президента Андрій Єрмак.
Проти синагоги в Бабиному Яру виступив співголова Асоціації єврейських організацій і громад (Ваад) України Йосип Зісельс, який виступає послідовним критиком  центру Голокосту «Бабин Яр».

## Архітектура
Синагога збудована у формі молитовної книги, що згортається та розгортається за допомогою спеціальних механізмів. Скульптурна композиція зведена на спеціальній платформі, що ледве торкається поверхні. Зі слів архітектора Мануеля Герця, цим висловлюється повага до цієї землі, яка просякнута кров’ю. 
Висота 11 метрів. Побудована з амбарного дубу сто-двохсотрічної давності, привезеного з різних регіонів України. На стінах розміщені тексти іудейських молитов: кадіш, 
аміда, ранкова молитва, цитати з Книги Пісень Соломонових. Розпис багатий на орнамент та анімалістичні зображення, які посилаються на  традиційний розпис дерев’яних синагог Західної України, у Ходорові та Гвіздці, що були знищені під час Другої світової. 
Стеля розписана під карту зоряного неба станом на 29 вересня 1941 року, перший день масових розстрілів у Бабиному Яру.
Час згортання або розгортання споруди 10 хвилин, для цього потрібна участь 3-4 людей.
Архітектор Мануель Герц вирішив відійти від похмурих та мінімалістичних стилів монументів, присвячених голокосту. Замість цього він вирішив створити "щось більш відкрите, що володіє якістю трансформації, щось, що буде нагадувати про тих 35 тисяч голосів, які тут загинули, і вказувати на нове майбутнє". На його думку, «проєкт синагоги згадує руйнівну та жахливу подію, але він також пов’язаний з майбутнім – надією, новим життям, новою красою. Якщо люди зможуть посміхнутися, дивлячись на інтер’єр, на стелю, то це буде настільки ж важливо, як і вшанування пам’яті».
Проєкт синагоги здобув архітектурну премію Dezeen Awards 2021 в номінації «Культурний об'єкт».

## Галерея

у згорнутому вигляді
інформаційна табличка

балкон, традиційна жіноча частина
карта зоряного неба станом на 29 вересня 1941 року

Біма
мавпа символ веселощів, леопард - заповідей, ведмідь - воскресіння
білка - символ мудрості Тори